# Land-West-Fries
Met de term Land-West-Fries worden soms de West-Friese dialecten aangeduid die zich meer naar het Algemeen Nederlands hebben toebewogen dan de conservatievere dialecten als het Tessels en het Wierings. Deze laatste twee worden met het Enkhuizens en het Vlielands tot het Eiland-West-Fries gerekend.
In 1776 beschrijft Johannes le Francq van Berkhey in zijn boek Natuurlyke Historie van Holland kort het West-Fries dat hij tijdens het onderzoek voor zijn boek gehoord had. Hij merkt onder meer het volgende op: "in plaats van Zomerhuis, met een zachte Z, zeggen zy somerhuis, of eigentyk Seumerhuus; gebruikende in veele gevallen de klinkerletter u, daar wy den tweeklank ui bezigen, als 't uus voor 't huis." In het huidige West-Fries zal men niet snel meer Seumerhuus horen zeggen: men zegt Seumerhuis. Blijkbaar is na de 18e eeuw deze ui-klank dus door de West-Friezen overgenomen uit het Hollands. 
Dit geldt niet voor alle ui-klanken, de meeste dialecten gebruiken nog wel "relictwoorden" waarin de klankverschuiving niet is opgetreden, bv. "tuutje" in plaats van "tuitje" en "buul" in plaats van "buidel". Dit zijn uitzonderingen; de uu is algemeen ui geworden in het Land-West-Fries.
Texelaars, Wieringers en Enkhuizers zouden echter nog steeds 'Seumerhuus' zeggen. Precies daar zit het duidelijkste verschil tussen Land-West-Fries en Eiland-West-Fries: de oorspronkelijke uu is een ui geworden. Zo is ook de oorspronkelijke ie tot een ai geworden, in het Land-West-Fries: het Eiland-West-Fries behoudt hier weer de 'ie'.
Het bestaan van de ui en de ai in het Land-West-Fries valt toe te schrijven aan invloed van het Hollands. De geïsoleerde eilanden hadden met deze invloed natuurlijk veel minder te maken dan de dorpen en steden op het vasteland. Ook in andere onderdelen van de dialecten valt het op dat het Land-West-Fries zich meer naar de Hollandse norm heeft geconformeerd dan het Eiland-West-Fries - dit echter niet zonder een eigen identiteit te behouden.